# Le Parcours d'une goutte d'eau
 (mars 2023).
Albums de Kayna Samet
Entre Deux Je
Le parcours d'une goutte d'eau est le premier maxi 4 titres de la chanteuse Kayna Samet. Écrit entièrement par Kayna Samet et composé par Christophe Geloni (Nitrik) et Philippe Trandaphilov (Slave) celui-ci est sorti en France en 1999.

## Liste des titres

### Albums Studio
| No | Titre                       | Paroles     | Musique                                                                 | Durée |
| -- | --------------------------- | ----------- | ----------------------------------------------------------------------- | ----- |
| 1. | Le Parcours Est Long        | Kayna Samet | Kayna Samet, Christophe Geloni (Nitrik) & Philippe Trandaphilov (Slave) | 4:05  |
| 2. | Ici Bas                     | Kayna Samet | Kayna Samet, Christophe Geloni (Nitrik) & Philippe Trandaphilov (Slave) | 3:05  |
| 3. | Sortez Moi De Cette Impasse | Kayna Samet | Kayna Samet, Christophe Geloni (Nitrik) & Philippe Trandaphilov (Slave) | 3:25  |
| 4. | Quand J'Participe           | Kayna Samet | Kayna Samet, Christophe Geloni (Nitrik) & Philippe Trandaphilov (Slave) | 2:16  |